# День і ніч (клітинний автомат)
«День і ніч» (англ. Day & Night) — клітинний автомат, модифікація гри «Життя». Придуманий і названий 1997 року Нейтаном Томпсоном (англ. Nathan Thompson); докладно досліджений Девідом Беллом (англ. David Bell), який знайшов багато цікавих конфігурацій і дав їм назви.
Відрізняється від гри «Життя» правилом народження та виживання клітин. Гра «Життя» описується правилом B3/S23, «День і ніч» — правилом B3678/S34678: клітина народжується (birth), якщо в околі Мура в неї 3, 6, 7 або 8 живих сусідів, і виживає (survival), якщо у неї 3, 4, 6, 7 або 8 живих сусідів.
Еквівалентне формулювання: якщо клітина має рівно 3, 6, 7 або 8 сусідів у однаковому стані, вона набуває їхнього стану; інакше — не змінюється.
Це правило переходу можна зобразити у вигляді таблиці:
| Поточний стан клітини | Число мертвих сусідів | Число мертвих сусідів | Число мертвих сусідів | Число мертвих сусідів | Число мертвих сусідів | Число мертвих сусідів | Число мертвих сусідів | Число мертвих сусідів | Число мертвих сусідів |
| Поточний стан клітини | 8                     | 7                     | 6                     | 5                     | 4                     | 3                     | 2                     | 1                     | 0                     |
| Поточний стан клітини | Число живих сусідів   |                       |                       |                       |                       |                       |                       |                       |                       |
| Поточний стан клітини | 0                     | 1                     | 2                     | 3                     | 4                     | 5                     | 6                     | 7                     | 8                     |
| 0 (мертва)            | 0                     | 0                     | 0                     | 1                     | 0                     | 0                     | 1                     | 1                     | 1                     |
| 1 (жива)              | 0                     | 0                     | 0                     | 1                     | 1                     | 0                     | 1                     | 1                     | 1                     |

У «Дні і ночі» ролі живих клітин («день») і мертвих клітин («ніч») цілком симетричні: якщо інвертувати будь-яку конфігурацію автомата, її нащадки будуть інвертованими версіями нащадків початкової конфігурації. Отже, кожен живий об'єкт на полі з мертвих клітин має близнюка — відповідний мертвий антиоб'єкт на полі з живих клітин, який поводиться так само.

## Деякі конфігурації
«День і ніч», як і гру «Життя», можна віднести до 4-го класу клітинних автоматів за класифікацією Стівена Вольфрама.
Тут є багате різноманіття натюрмортів, осциляторів, космічних кораблів та паротягів із різними властивостями; особливо легко спонтанно народжується в багатьох перетвореннях складний космічний корабель із періодом 40, який Девід Белл назвав ракетою (англ. rocket).

У «Дні і ночі» можна створювати гармати, пожирачі та відбивачі, емулювати логічні вентилі, обмінюватися інформацією між «денними» та «нічними» ділянками.

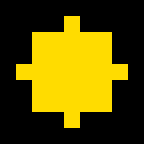
Білий карлик (англ. white dwarf) - натюрморт із 29 живих клітин
Осцилятор із періодом 16
Осцилятор із періодом 4
Осцилятори з періодом 2
Метелик (англ. butterfly) - діагональний космічний корабель із періодом 3 і швидкістю c / 3

Равлик (англ. snail) - повільний ортогональний космічний корабель із періодом 14 і швидкістю c / 7
Корабель (період 4, швидкість c / 2) та антикорабель (період 2, швидкість c / 2)
Великий корабель-носій (англ. mothership), всередині якого летять два маленькі антикораблі (періоди 4, швидкості c / 2)

Гармата, що стріляє ракетами, і антигармата, що стріляє антиракетами. У центрах гармат періодично з'являються білі карлики.
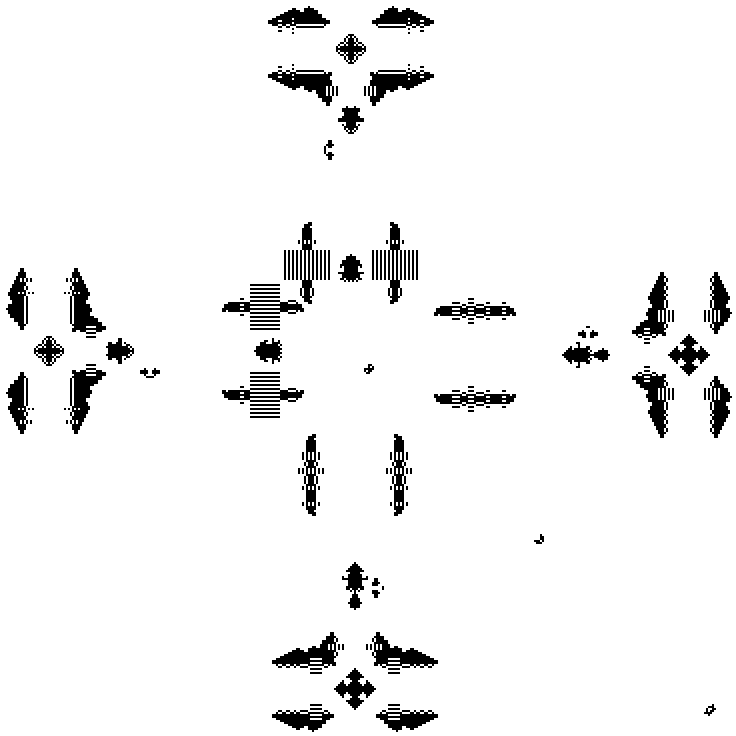
Гармата, що стріляє метеликами (період 256)

## Еволюція за випадкової початкової конфігурації
Якщо випадково встановити кожну клітину поля в один із двох станів з імовірностями 50 %, можна побачити, що в ході подальшої зміни поколінь області «дня» та «ночі» мають тенденцію зливатися у плями (англ. blobs), що поступово збільшуються. На межах плям відбувається хаотичне «кипіння» дрібних деталей, зрідка відбуваються значніші «викиди» з однієї ділянки в іншу; діють «сили поверхневого натягу», які прагнуть згладити виступи та западини. Усередині плям розташовуються невеликі натюрморти та осцилятори.

У наведеному нижче прикладі поле розміром 800x600 вважається тороїдальним, тобто його ліва межа «склеєна» з правою, а верхня — з нижньою.

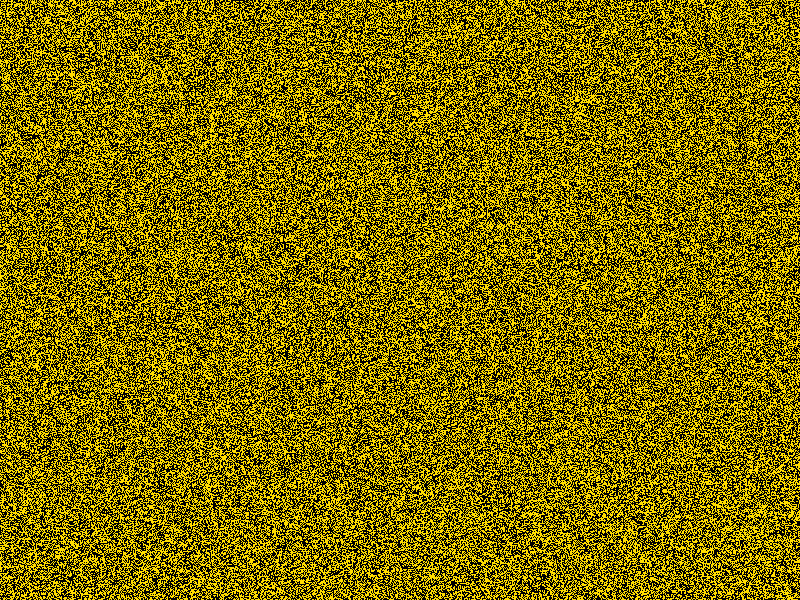
Початкова випадкова конфігурація
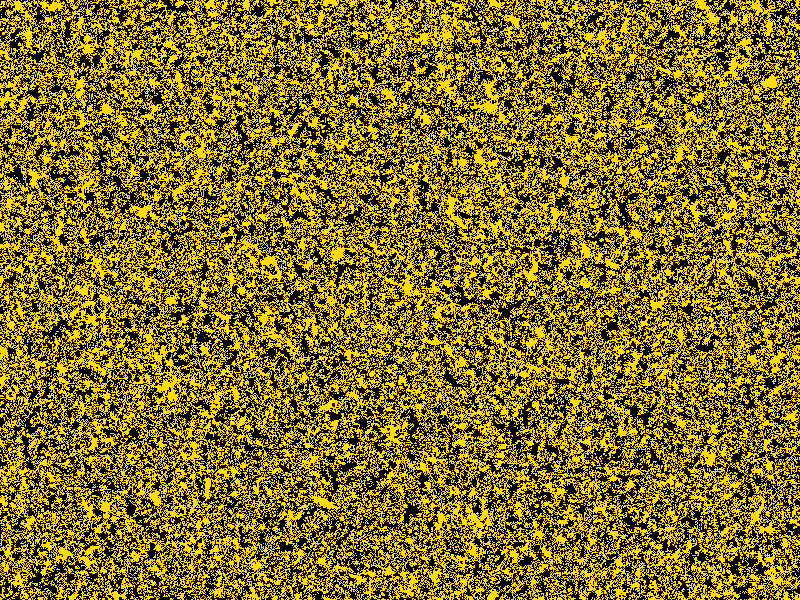
Через 10 поколінь
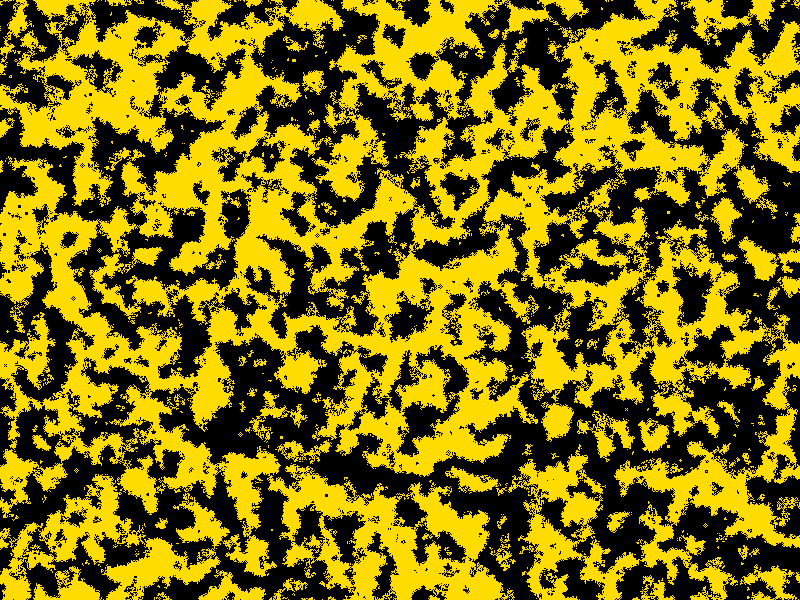
Через 100 поколінь
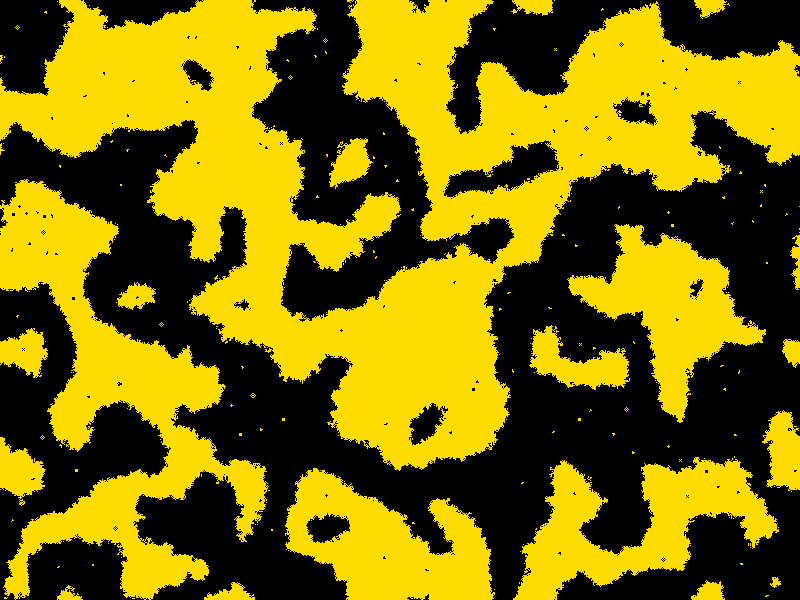
Через 1000 поколінь
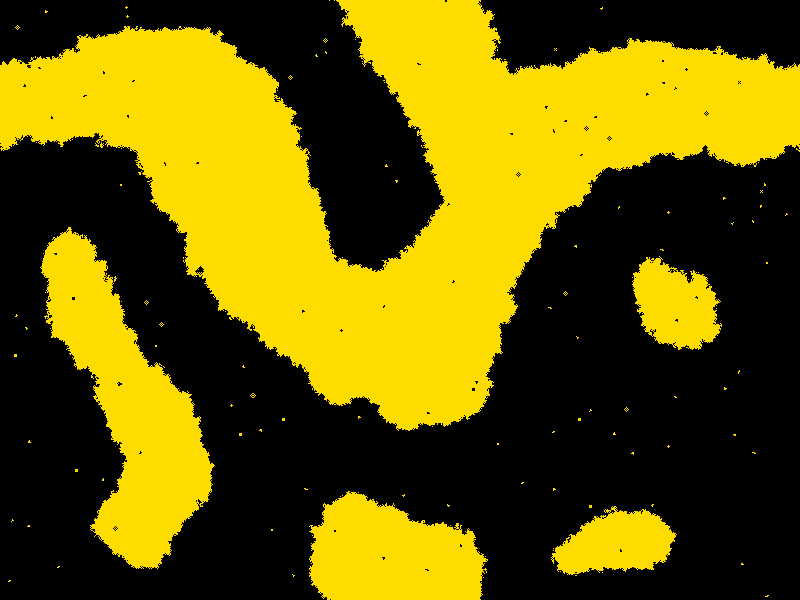
Через 10 000 поколінь
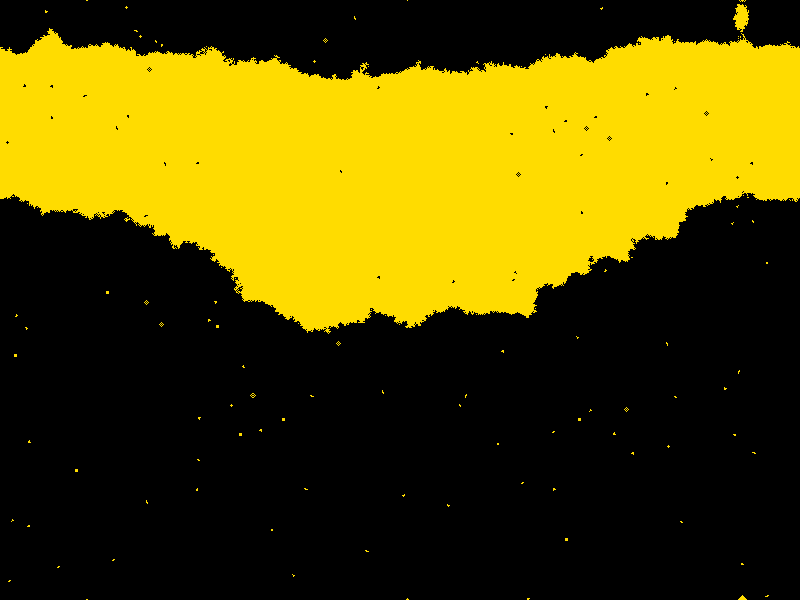
Через 100 000 поколінь